# Conferência Sudeste da Liga Nacional de Futebol Americano de 2017
A Conferência Sudeste é uma das quatro conferências da Liga Nacional de Futebol Americano de 2017. A conferência possui quinze times divididos em três grupos: B, C e D. Classificam-se os dois melhores primeiros colocados dos grupos diretamente às quartas de final dos Playoffs. O pior primeiro colocado dos grupos e os três segundos colocados de cada grupo classifica-se para a fase Wild Card dos Playoffs, com pior primeiro colocado enfrentado o pior segundo colocado dos grupos, enquanto os outros dois segundos colocados se enfrentam. Nas quartas de final, os dois melhores primeiros colocados dos grupos enfrentam os classificados da conferência da fase anterior. Os vencedores desses jogos classificam às semifinais, porém não se cruzam nessa fase. O melhor classificado ao final da competição torna-se o campeão da conferência e garante vaga no Brasil Futebol Americano de 2018.

## Classificação
Classificados para os Playoffs estão marcados em verde.
O símbolo # indicada a classificação dentro da conferência.
Grupo B
| Pos | Times                  | V | E | D | PCT   | PF  | PS  | SP   |
| --- | ---------------------- | - | - | - | ----- | --- | --- | ---- |
| 1   | Ponte Preta Gorilas #2 | 4 | 0 | 0 | 1.000 | 175 | 28  | 102  |
| 2   | Rio Preto Weilers #4   | 3 | 0 | 1 | .750  | 129 | 25  | 104  |
| 3   | Botafogo Challengers   | 2 | 0 | 2 | .500  | 81  | 126 | -45  |
| 4   | Uberlândia Lobos       | 1 | 0 | 3 | .250  | 55  | 110 | -55  |
| 5   | Taquaritinga Defenders | 0 | 0 | 4 | .000  | 14  | 165 | -151 |

Grupo C
| Pos | Times                    | V | E | D | PCT   | PF  | PS | SP  |
| --- | ------------------------ | - | - | - | ----- | --- | -- | --- |
| 1   | Fluminense Guerreiros #1 | 4 | 0 | 0 | 1.000 | 108 | 26 | 82  |
| 2   | Volta Redonda Falcons #5 | 3 | 0 | 1 | .750  | 80  | 31 | 49  |
| 3   | Sorocaba Vipers          | 2 | 0 | 2 | .500  | 34  | 59 | -25 |
| 4   | Piracicaba Cane Cuters   | 1 | 0 | 3 | .250  | 34  | 85 | -51 |
| 5   | Mooca Destroyers         | 0 | 0 | 4 | .000  | 41  | 96 | -55 |

Grupo D
| Pos | Times                       | V | E | D | PCT   | PF  | PS  | SP   |
| --- | --------------------------- | - | - | - | ----- | --- | --- | ---- |
| 1   | Juiz de Fora Imperadores #3 | 4 | 0 | 0 | 1.000 | 116 | 30  | 86   |
| 2   | Macaé Oilers #6             | 3 | 0 | 1 | .750  | 127 | 34  | 93   |
| 3   | Palmeiras Locomotives       | 2 | 0 | 2 | .500  | 91  | 73  | 18   |
| 4   | Jundiaí Ocelots             | 1 | 0 | 3 | .250  | 58  | 88  | -30  |
| 5   | Betim Bulldogs              | 0 | 0 | 4 | .000  | 10  | 177 | -167 |

### Resultados
Primeira Rodada
| 16 de julho 10:00 UTC -3 | Relatório | Betim Bulldogs | 03–38 | Palmeiras Locomotives |  | Estádio Jurandir Elias |  |

| 16 de julho 10:00 UTC -3 | Relatório | Uberlândia Lobos | 21–14 | Taquaritinga Defenders |  | Poliesportivo Santa Luzia, Uberlândia-MG |  |

| 16 de julho 11:00 UTC -3 | Relatório | Jundiaí Ocelots | 03–19 | Juiz de Fora Imperadores |  | Centro Esportivo Benedito de Lima, Jundiaí-SP |  |

| 16 de julho 14:00 UTC -3 | Relatório | Fluminense Guerreiros | 08–03 | Volta Redonda Falcons |  | Vila Olímpica, Duque de Caxias-RJ |  |

| 26 de agosto 18:30 UTC -3 | Relatório | Sorocaba Vipers | 11–06 | Piracicaba Cane Cuters |  | Estádio Vicente Marino, Saltinho-SP |  |

Segunda Rodada
| 30 de julho 10:00 UTC -3 | Relatório | Ponte Preta Gorilas | 27–07 | Uberlândia Lobos |  | Estádio Nelo Bracalente, Vinhedo-SP |  |

| 30 de julho 10:30 UTC -3 | Relatório | Juiz de Fora Imperadores | 27–20 | Macaé Oilers |  | Campo da UFJF, Juiz de Fora-MG |  |

| 30 de julho 14:00 UTC -3 | Relatório | Volta Redonda Falcons | 29–06 | Mooca Destroyers |  | Estádio Baldomero Barbará, Barra Mansa-RJ |  |

| 5 de agosto 14:00 UTC -3 | Relatório | Palmeiras Locomotives | 39–00 | Jundiaí Ocelots |  | Estádio Bruno José Daniel, Santo André-SP |  |

| 6 de agosto 10:00 UTC -3 | Relatório | Rio Preto Weilers | 53–00 | Botafogo Challengers |  | Estádio Teixeirão, São José do Rio Preto-SP |  |

| 12 de agosto 18:30 UTC -3 | Relatório | Piracicaba Cane Cuters | 00–28 | Fluminense Guerreiros |  | Estádio Vicente Marino, Saltinho-SP |  |

Terceira Rodada
| 19 de agosto 14:00 UTC -3 | Relatório | Macaé Oilers | 52–00 | Betim Bulldogs |  | Campo do Frade, Macaé-RJ |  |

| 20 de agosto 10:00 UTC -3 | Relatório | Taquaritinga Defenders | 00–21 | Rio Preto Weilers |  | Complexo Poliesportivo Dori Parise, Taquaritinga-SP |  |

| 20 de agosto 10:00 UTC -3 | Relatório | Botafogo Challengers | 28–21 | Uberlândia Lobos |  | Centro Universitário Mouro Lacerda, Ribeirão Preto-SP |  |

| 20 de agosto 10:30 UTC -3 | Relatório | Juiz de Fora Imperadores | 38–07 | Palmeiras Locomotives |  | Campo da UFJF, Juiz de Fora-MG |  |

| 20 de agosto 13:00 UTC -3 | Relatório | Sorocaba Vipers | 02–08 | Volta Redonda Falcons |  | Centro Esportivo Doutor Pitico, Sorocaba-SP |  |

| 20 de agosto 14:00 UTC -3 | Relatório | Mooca Destroyers | 16–40 | Fluminense Guerreiros |  | Rua Javari, São Paulo-SP |  |

Quarta Rodada
| 2 de setembro 14:00 UTC -3 |  | Ponte Preta Gorilas | 77–00 | Taquaritinga Defenders |  | Estádio Nelo Bracalente, Vinhedo-SP |  |

| 3 de setembro 10:00 UTC -3 |  | Piracicaba Cane Cuters | 13–06 | Mooca Destroyers |  | Estádio Vicente Marino, Saltinho-SP |  |

| 3 de setembro 10:00 UTC -3 |  | Macaé Oilers | 23–00 | Jundiaí Ocelots |  | Estádio do Expedicionário, Macaé-RJ |  |

| 3 de setembro 14:00 UTC -3 | Relatório | Uberlândia Lobos | 06–41 | Rio Preto Weilers |  | Poliesportivo Santa Luzia, Uberlândia-MG |  |

| 3 de setembro 14:00 UTC -3 | Relatório | Fluminense Guerreiros | 32–07 | Sorocaba Vipers |  | Estádio das Laranjeiras, Rio de Janeiro-RJ |  |

| 3 de setembro 14:00 UTC -3 | Relatório | Betim Bulldogs | 00–32 | Juiz de Fora Imperadores |  | Estádio Jurandir Elias, Betim-MG |  |

Quinta Rodada
| 16 de setembro 10:00 UTC -3 | Relatório | Palmeiras Locomotives | 07–32 | Macaé Oilers |  | Estádio Ninho do Corvo, Guarulhos-SP |  |

| 17 de setembro 10:00 UTC -3 |  | Taquaritinga Defenders | 00–46 | Botafogo Challengers |  | Complexo Poliesportivo Dori Parise, Taquaritinga-SP |  |

| 17 de setembro 10:00 UTC -3 | Relatório | Rio Preto Weilers | 14–19 | Ponte Preta Gorilas |  | Estádio Teixeirão, São José do Rio Preto-SP |  |

| 17 de setembro 10:00 UTC -3 |  | Mooca Destroyers | 13–14 | Sorocaba Vipers |  | Estádio Ninho do Corvo, Guarulhos-SP |  |

| 17 de setembro 10:00 UTC -3 |  | Jundiaí Ocelots | 55–07 | Betim Bulldogs |  | Centro Esportivo Benedito de Lima, Jundiaí-SP |  |

| 17 de setembro 14:00 UTC -3 |  | Volta Redonda Falcons | 40–15 | Piracicaba Cane Cuters |  | Estádio Baldomero Barbará, Barra Mansa-RJ |  |

Sexta Rodada
| 24 de setembro 10:00 UTC -3 | Relatório | Botafogo Challengers | 07–52 | Ponte Preta Gorilas |  | Centro Universitário Mouro Lacerda, Ribeirão Preto-SP |  |